# Bur Ramasan
Bur Ramasan är ett berg i Indonesien.   Det ligger i provinsen Aceh, i den västra delen av landet, 1 600 km nordväst om huvudstaden Jakarta. Toppen på Bur Ramasan är 2 329 meter över havet, eller 58 meter över den omgivande terrängen. Bredden vid basen är 0,80 km.
Terrängen runt Bur Ramasan är bergig åt sydväst, men åt nordost är den kuperad.Runt Bur Ramasan är det mycket glesbefolkat, med 7 invånare per kvadratkilometer. I omgivningarna runt Bur Ramasan växer i huvudsak städsegrön lövskog.